# Sienna Miller

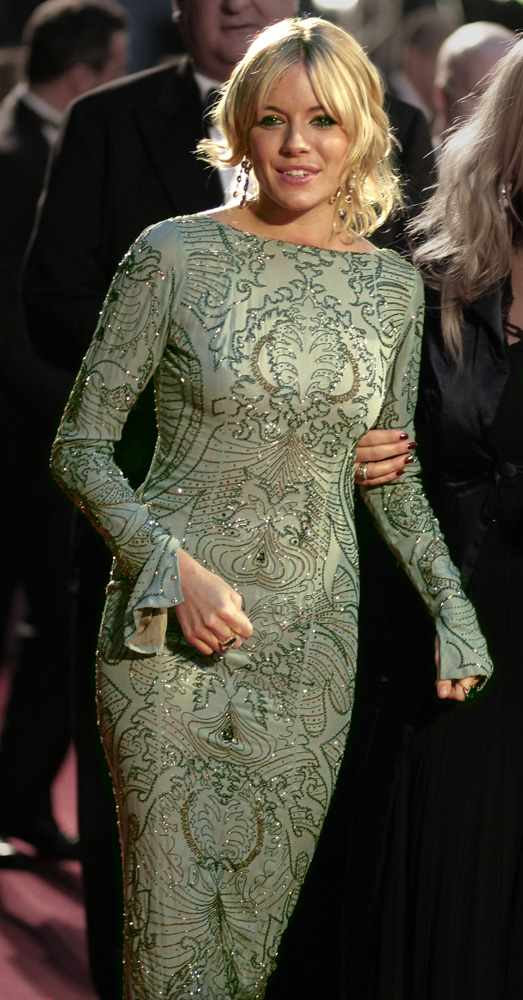
Sienna Miller

Sienna Rose Diana Miller (n. 28 decembrie 1981, New York City) este o actriță americano-britanică.

## Date biografice
Tatăl ei, Ed Miller este bancher, iar mama ei a fost directoare la școala "Lee-Strasberg" din Londra. Sienna Rose Miller s-a născut în SUA, însă a copilărit în Anglia și deține ambele cetățenii. Părinții divorțează la scurt timp după nașterea ei. Miller urmează cursurile școlii "Heathfield" din Ascot. Deja în timpul școlii era interesată de actorie, ea va studia dramaturgia la "Lee Strasberg Theatre and Film Institute" din New York. A lucrat și ca fotomodel făcând publicitate la Coca-Cola, Prada, calendarul Pirelli (2003). A jucat prima oară ca actriță în 2002 în filmul "High Speed". În octombrie 2005, ziarul News of the World a publicat știrea conform căreia Sienna ar fi avut o aventură cu Daniel Craig, partenerul ei din Layer Cake (2004).

## Filmografie
- 2001: South Kensington
- 2002: The Ride
- 2002: High Speed
- 2004: Layer Cake
- 2004: Alfie
- 2005: Casanova
- 2006: Factory Girl
- 2007: Camille
- 2007: Stardust
- 2008: Interview
- 2008: The Mysteries of Pittsburgh
- 2008: The Edge of Love
- 2009: G.I. Joe: The Rise of Cobra
- 2009: Hippie Hippie Shake

## Seriale
- 2002: The American Embassy, 1 episod
- 2002: Bedtime, 4 episoade
- 2003-04: Keen Eddie, 13 episoade
- 2009/2011: Top Gear, 2 episoade